# Bassa (popolo kru)
I Bassa sono il secondo più numeroso gruppo etnico della Liberia, dove costituiscono circa il 18% della popolazione, e il più numeroso in Liberia tra quelli appertenenti al raggruppamento dei popoli kru. In particolare sono maggioritari nelle contee di Grand Bassa, River Cess, Margibi e Montserrado, oltreché nella capitale Monrovia. Comunità più piccole si trovano anche in Costa d'Avorio e Sierra Leone. Parlano la lingua bassa, appartenente alla famiglia delle lingue kru.
I Bassa possedevano un proprio sistema di scrittura pittografica, che andò in disuso nel XIX secolo, ma fu riscoperto tra gli schiavi del Brasile e delle Indie occidentali nel 1890 e ricostruito all'inizio del 1900 da Thomas Flo Darvin Lewis. La nuova scrittura basata sui segni si chiama Ehni Ka Se Fa.
Non vanno confusi con l'omonimo gruppo etnico di ceppo bantu che vive in Camerun.

## Società

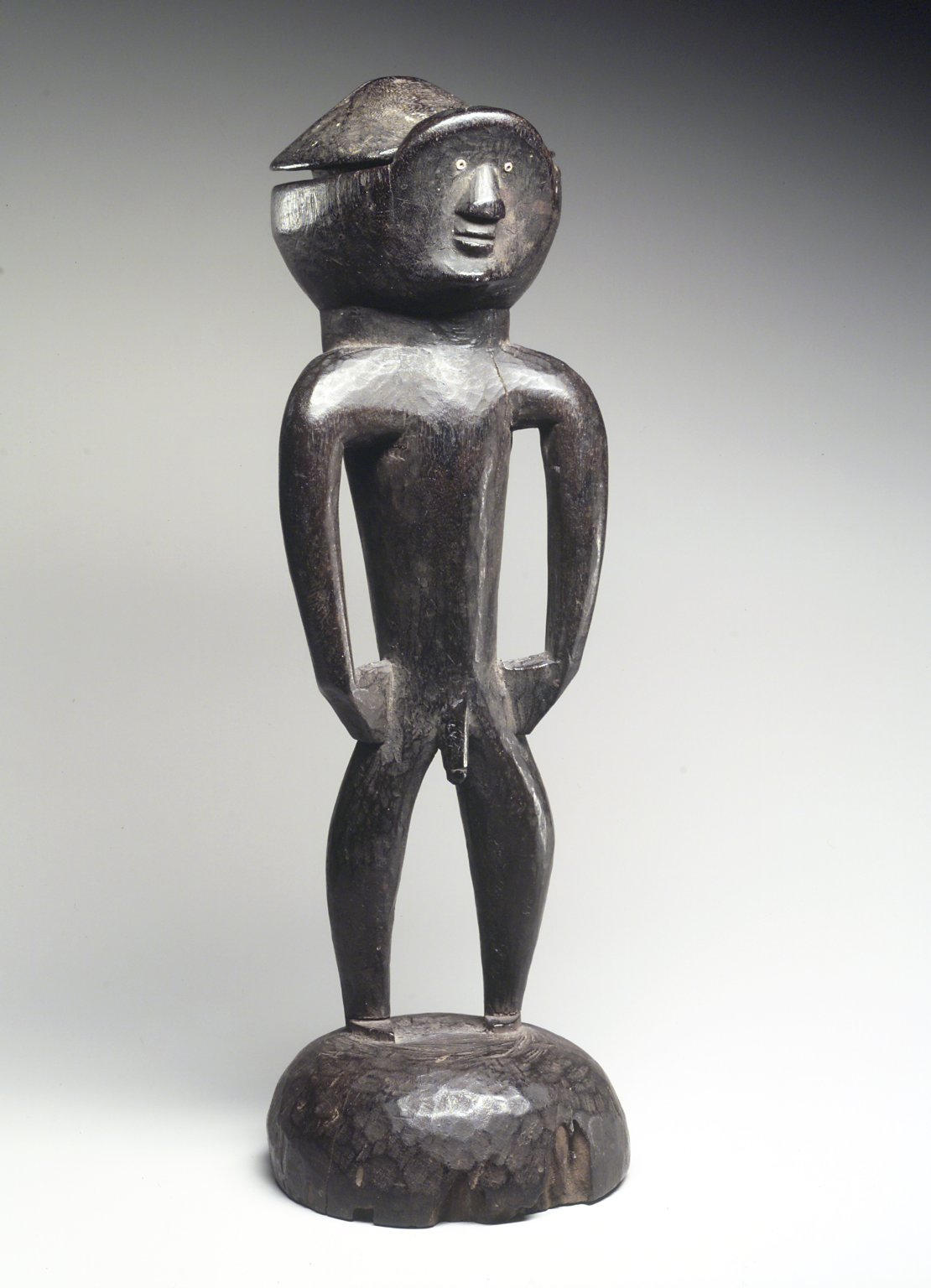
Arte bassa

I Bassa sono in prevalenza agricoltori stanziali e coltivano igname, manioca, eddo e platano. Prima dell'occupazione coloniale, avevano anche categorie professionali di barattieri/commercianti e pescatori lagunari, oltre a fabbri, intagliatori, tessitori, vasai e altri artigiani.
Sono divisi in clan indipendenti legati dal comune lignaggio, ciascuno con un proprio capo.
La religione bassa è caratterizzata dal sincretismo. Il cristianesimo arrivò tra il popolo Bassa durante l'era coloniale e la prima Bibbia fu tradotta in lingua bassa nel 1922. Il processo di adozione fuse l'idea del Dio cristiano con la loro idea tradizionale di un Essere Supremo e un potente primo antenato misericordioso e vendicativo, che ha il compito di premiare i buoni e punire i cattivi. La religione tradizionale bassa include i riti segreti di iniziazione per uomini e donne, promossi rispettivamente dalla società Poro e dalla società Sande.